# Esteban Paredes
Esteban Efraín Paredes Quintanilla, ou simplesmente Paredes (Santiago, 1 de agosto de 1980), é um ex-futebolista chileno que atuava como atacante. 

## Carreira
Paredes começou sua carreira defendendo as cores do Cobreloa em 2001, tratado como uma jóia pelo clube chileno, ficou lá por 3 anos. Suas grandes temporadas lhe renderam a chance de jogar em 2004 no México no time do Pachuca, no clube mexicano permaneceu por 2 anos até acertar com a LDU em 2007 onde foi considerada a maior contratação dos últimos anos do clube equatoriano, mas o amor durou pouco até acertar com o clube argentino do Club Atlético Newell's Old Boys em 2008 onde teve campanhas de destaque. Em 2009, retorna para seu país de origem agora defendendo as cores do Colo Colo onde se tornaria campeão chileno no ano seguinte. Em 2010, Paredes foi convocado para a Copa do Mundo de 2010 onde foi titular em boa parte da competição.

## Títulos
Colo-Colo
- Campeonato Chileno: 2009 (Clausura)

Pachuca
- Campeonato Mexicano: 2006 (Clausura)
- Copa Sul-Americana: 2006

LDU
- Campeonato Equatoriano: 2007